# Karl von Müffling

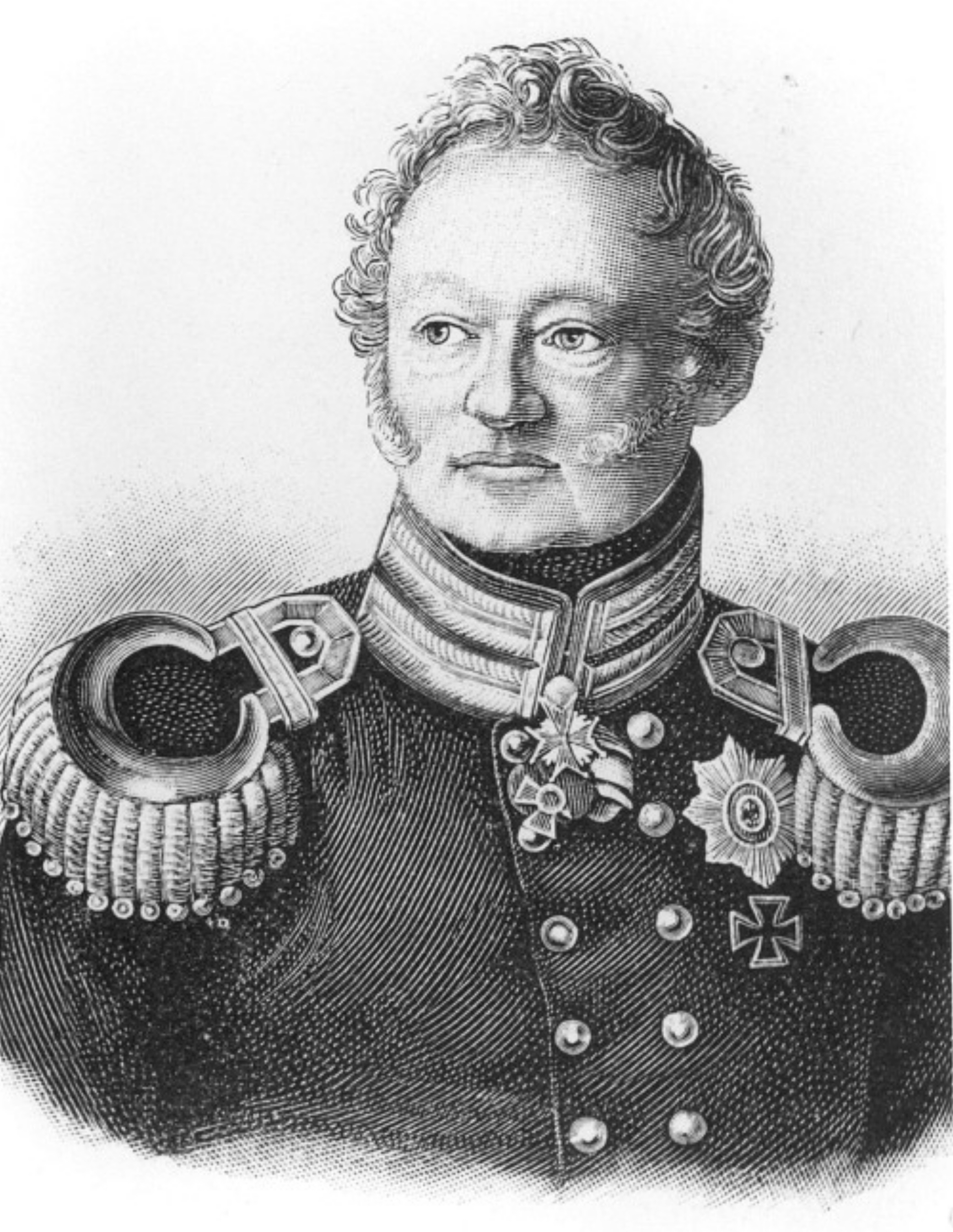
Karl von Müffling.

Philipp Friedrich Karl Ferdinand von Müffling, född den 12 juni 1775 i Halle, död den 16 januari 1851 i Erfurt, var en preussisk friherre och militär. 
von Müffling blev 1813 generalkvartermästare vid schlesiska armén och efter de allierades intåg i Paris generalstabschef först hos kommenderande generalen Barclay de Tolly, sedermera vid den armé, som kvarlämnades vid nedre Rhen under Kleist. Under 1815 års fälttåg sändes han som befullmäktigad till Wellingtons högkvarter, var efter den andra inmarschen i Paris guvernör där i 4 1/2 månader samt stannade därefter till 1818 vid ockupationsarmén under Wellington. År 1821 blev von Müffling chef för preussiska generalstaben, vilken han gav den organisation, som den i väsentliga delar ägde de närmaste hundra åren, till kejsardömets fall. År 1829 hade han i uppdrag att i Konstantinopel göra Turkiet böjt för fred med Ryssland och fick samma år generalkommandot i Münster. År 1838 utnämndes von Müffling till guvernör i Berlin och president i statsrådet samt erhöll vid avskedstagandet, 1847, generalfältmarskalks värdighet. Under märket C. v. Weis (Weis var ett familjens äldre namn) utgav von Müffling på 1810- och 1820-talen flera arbeten rörande fälttågen 1813–1815. Hans memoarer, Aus meinem Leben (1851; 2:a upplagan 1853), anses brista i ärlighet. På det topografiska området var von Müffling särskilt verksam och sökte utbilda den lehmannska metoden genom ett mera minutiöst användande av åtskilliga konventionella schatteringsstreck, men denna så kallade müfflingska skala förblev inte länge i allmännare bruk.